# Snob (album)
Snob è il quindicesimo album discografico del cantautore italiano Paolo Conte, pubblicato nell'ottobre 2014.

## Tracce
Testi e musiche di Paolo Conte.
1. Si sposa l'Africa – 3:23
2. Donna dal profumo di caffè – 3:35
3. Argentina – 3:28
4. Snob – 2:51
5. Tropical – 2:34
6. Fandango – 3:55
7. Incontro – 2:40
8. Tutti a casa – 2:51
9. L'uomo specchio – 3:36
10. Maracas – 3:11
11. Gente (C SIDN) – 3:48
12. Glamour – 3:50
13. Manuale di conversazione – 3:55
14. Signorina saponetta – 2:59
15. Ballerina – 3:06
16. Moschettieri al chiar di luna (Bonus track contenuta nella versione download di ITunes) – 3:30

## Classifiche
| Classifica (2014) | Posizione massima |
| ----------------- | ----------------- |
| Italia (FIMI)     | 2                 |